# ناحیه ماسرو
ناحیه ماسرو (به لاتین: Maseru District) یک منطقهٔ مسکونی است که در لسوتو واقع شده‌است. ناحیه ماسرو ۴٬۲۷۹ کیلومتر مربع مساحت و ۵۱۹٬۱۸۶ نفر جمعیت دارد.